# Cheick Traoré
Cheick Traoré (Bougouriba, Burkina Faso, 27 de noviembre de 2002) es un futbolista burkinés. Juega como delantero y su equipo es el Cancún FC de la Liga de Expansión MX.